# Dignomus beauprei
Dignomus beauprei is een keversoort uit de familie klopkevers (Ptinidae). De wetenschappelijke naam van de soort werd in 1907 gepubliceerd door Maurice Pic.